# Newtowncashel
Newtowncashel (en irlandais : Baile Nua an Chaisil, nouvelle ville du fort) est un village situé dans le comté de Longford, en Irlande.

## Géographie
Sur la côte nord-est du Lough Ree, sur la rivière Shannon, le village se trouve dans le townland de Cornadowagh.
Le calcaire, issu d'une carrière du village, a été utilisé pour sculpter les 24 colonnes de la cathédrale de Longford

## Toponymie
Newtowncashel s'appelait autrefois Cor na Dumhca en Irlandais - un nom ancien signifiant Colline ronde du chaudron.

## Politique environnementale
Newtowncashel a remporté l'Irish Tidy Towns Competition en 1980.

## Tourisme
Inchcleraun (Inis Clothrann ou l'île Quakers) où saint Diarmuid fonda une abbaye en 540 et l'île des Saints où saintt Kevin fonda un monastère en 544 constituent des centres d'intérêt historiques locaux.
Les ruines de l'ancienne église paroissiale Sainte-Catherine se trouvent du côté de la colline de Cashel et surplombent le Lough Ree.

## Lieux et monuments
Bois et espaces verts
Le bois Culnagore (bois du chêne) couvre une superficie de 36 hectares en bordure du Lough Ree.
Carrowmore Woo, une forêt de pins et d'épicéas, est située sur une colline de la paroisse.
Lough Slawn, entouré de prairies et de marécages, se trouve à une courte distance de la ville.
Cashel Commons ("Le ranch"), un espace libre d'accès de 200 hectares est riche de plusieurs itinéraires de promenade.
Le port et les îles
Barley Harbour est un port d'eau douce situé à l'extérieur du village, en zone calcaire, au bord du lac.
Quatre groupes d'îles se trouvent dans la paroisse de Cashel : les Black Islands, Clawinch, l'île des prêtres et Inis Clothrann.
Saint Diarmuid fonda un monastère sur Inis Clothrann vers 540 de notre ère.
Sur l’île des Saints se trouvent les ruines d’un monastère augustin qui a survécu jusqu’à la dissolution des monastères au XVIe siècle. Un chanoine nommé Augustine McGradion (Uighistin Mag Ráidhin) a compilé les Annales de Tous les Saints (Annales Prioratus Insulae Omnium SS) de ce monastère au XVe siècle.
Cette île est désormais accessible via une chaussée.
Châteaux
Cinq châteaux sont répertoriés dans la paroisse de Cashel : Elfeet, Caltramore, Corool, Portanure et le château de Baile Nui (Newtown).
On peut encore voir les ruines du château d'Elfeet.

## Personnalités locales
George Calvert, propriétaire d'une maison-tour du XVe siècle dans la région, est devenu gouverneur de la province (plus tard État) du  Maryland et fondateur de Baltimore en Amérique du Nord.